# 크리스토퍼 플러머
아서 크리스토퍼 옴 플러머(영어: Arthur Christopher Orme Plummer, CC, 1929년 12월 13일 ~ 2021년 2월 5일)는 캐나다의 배우이다. 2021년 2월 5일 코네티컷주 웨스턴의 자택에서 낙상에 따른 합병증으로 사망했다.

## 출연 작품
- 스테이지 스트럭(1958)
- 로마 제국의 멸망(1964) - 콤모두스 역
- 사운드 오브 뮤직(1965) - 게오르크 폰 트라프 대령 역
- 공군 대전략(1969)
- 핑크 팬더 3 - 돌아온 핑크 팬더(1975) - 찰스 리튼 경 역
- 왕이 되려던 사나이(1975) - 러디어드 키플링 역
- 피블의 모험(1986)
- 웨어 더 하트 이즈(1990)
- 에디의 환상 여행(1991)
- 스타 트렉 6: 미지의 세계(1991)
- 말콤 X(1992)
- 울프(1994)
- 12 몽키즈(1995)
- 인사이더(1999)
- 드라큘라 2000(2000)
- 뷰티풀 마인드(2001)
- 아라라트(2002)
- 내셔널 트레져(2004)
- 알렉산더(2004) - 아리스토텔레스 역
- 시리아나(2005) 역
- 뉴 월드(2005)
- 인사이드 맨(2006) - 아서 케이스 역
- 업(2009)
- 톨스토이의 마지막 인생(2009) - 레프 톨스토이 역
- 9: 나인(2009) - 1 역
- 비기너스(2010)
- 프리스트(2011)
- 밀레니엄: 여자를 증오한 남자들(2011)
- 꾸뻬씨의 행복여행(2014)
- 대니 콜린스(2015)
- 스파이 전쟁(2016) - 빌헬름 2세 역
- 찰스 디킨스의 비밀 서재(2017) - 에비니저 스크루지 역
- 더 크리스마스(2017) - 헤로데 1세 역
- 올 더 머니(2017) - 진 폴 게티 역
- 나이브스 아웃(2019) - 할런 트롬비 역
- 라스트 풀 메저(2019) - 프랭크 피첸바거 역

## 수상 경력
- 1974년 드라마데스크어워즈 뮤지컬부문 남우주연상
- 1974년 제28회 토니상 뮤지컬부문 남우주연상
- 1977년 제29회 에미상 TV영화/미니시리즈부문 남우주연상
- 1979년 지니 어워즈 남우주연상
- 1994년 제46회 에미상 보이스-오버상
- 1997년 드라마데스크어워즈 연극부문 남우주연상
- 1997년 제51회 토니상 연극부문 남우주연상
- 1999년 제20회 보스턴비평가협회상 남우조연상
- 2000년 제25회 LA비평가협회상 남우조연상
- 2000년 제34회 전미비평가협회상 남우조연상
- 2011년 제15회 헐리우드국제영화제 남우조연상
- 2011년 남동부비평가협회상 남우조연상
- 2011년 디트로이트비평가협회상 남우조연
- 2011년 댈러스-포트워스 비평가협회상 남우조연상
- 2011년 인디애나비평가협회상 남우조연상
- 2012년 온라인영화비평가협회상 남우조연상
- 2012년 제83회 미국비평가협회상 남우조연상
- 2012년 제69회 골든글로브시상식 남우조연상
- 2012년 제37회 LA비평가협회상 남우조연상
- 2012년 제17회 크리틱스초이스 남우조연상
- 2012년 제18회 미국배우조합상 영화부문 남우조연상
- 2012년 제27회 인디펜던트스피릿어워즈 남우조연상
- 2012년 토론토비평가협회상 남우조연상
- 2012년 제65회 영국아카데미시상식 남우조연상
- 2012년 제84회 아카데미시상식 남우조연상
- 2012년 제62회 독일 영화상 최고의 남자조연상

## 같이 보기
- 그래미상, 아카데미상, 에미상, 토니상 수상자 목록